# Andrea Molnár-Bodó
Andrea Molnár-Bodó (Budapest, Hungría, 4 de agosto de 1934 - 21 de septiembre de 2022) fue una gimnasta artística, jueza de competencia y entrenadora húngara nacionalizada estadounidense, ganadora de cuatro medallas olímpicas en concurso por equipos entre las Olimpiadas de Helsinki 1952 y Melbourne 1956.

## Carrera deportiva
En 1952 participó en los JJ. OO. que se celebraron en Helsinki consiguiendo la medalla de plata en el concurso por equipos —tras soviéticas y por delante de las checoslovacas— y el bronce en el concurso por equipos con aparatos (una modalidad parecida a la gimnasia rítmica actual), quedando situadas en el podio tras las suecas y las soviéticas.
Y cuatro años después en las Olimpiadas de Melbourne 1956 consiguió el oro en equipo con aparatos —por delante de las suecas, soviéticas y polacas, estas dos últimas empatadas en el bronce— y la plata en equipo, tras las soviéticas y por delante de las rumanas.